# 张家口堡
张家口堡，俗称堡子里，又称下堡，是长城防线宣府镇的要塞，中华人民共和国河北省张家口市由此发展而来，张家口堡因此被誉为张家口的“原点”和“根”。张家口堡位于张家口市桥西区中部。
张家口堡于明代宣德四年（1429年）修建，因鲜少失守，故有“武城”之名。明隆庆二十六年（1761年）后，张家口堡开始从军事城堡逐渐转型为商业中心。随着张（家口）库（伦）大道的繁荣，张家口堡随之兴盛，到清末民初，张家口堡被称为“华北第二商埠”。中华民国之后数个政权的多个政府部门选址在张家口堡内。中华人民共和国成立后，张家口堡面临着政治运动、城市发展等带来的破坏。21世纪以后，张家口堡内建筑开始逐步被保护起来。
张家口堡保存有470余处明、清时期的建筑院落，重点院落近百处，被吴良镛誉为“明清建筑的博物馆”。2008年，张家口堡成为河北省第五批文物保护单位，2012年成为国家AAA级旅游景区，2013年成为第七批全国重点文物保护单位。2023年，法规《张家口堡保护利用条例》实施。

## 历史发展

### 建堡历史
明王朝建立后，长期与北元对峙，地处蒙古高原和华北平原过渡地带的张家口地区开始展示其军事地理价值。洪武年间，明王朝的北部边防设置在辽东、大宁、开平、兴和、东胜、嘉峪关一线。永乐十九年（1421年），明成祖迁都燕京，天子守边。宣府镇军事地位提升，成为九边之要害。不过，随着明成祖将大宁赠予兀良哈三卫，辽东与宣府镇声援隔绝，明王朝边境线开始收缩，开平、兴和、东胜先后被舍弃，宣府、大同、蓟镇等腹地成为边境。自此，明王朝开始增设沿边堡城以加强防卫力量。为完善宣府镇的防守，提高其防御密度和纵深，张家口堡因地处于要冲得以修建。
张家口堡在建堡之前已是聚居区，金代在此建有千佛大寺。明代增设万全右卫等卫所时，从山西招募的兵士就驻守在万全右卫城、张家口一带。宣德四年（1429年），万全都指挥张文奉命建立张家口堡，初建的张家口堡城墙长度仅四里，驻扎有数百名官兵。不过不久张家口堡内驻兵人数增至超过1200人，设有守备一人，把总两人。成化十年（1474年），张家口堡划归宣府镇西路。成化十六年（1480年），张家口堡经过扩建，设关厢，此时张家口堡内驻军近1200人，城墙长度五里。无论是大小还是驻军人数，在宣府镇各堡中均靠前。嘉靖八年（1529年），指挥张珍主持修缮张家口堡，并开小北门。嘉靖十二年（1533年），再次对张家口堡扩建。嘉靖三十二年（1552年），张家口堡经历了唯一明确记载的入犯，《殊域周咨录》载“虏骑约五六万由张家口入”。万历二年（1574年），宣府巡抚吴兑议批准在此修缮张家口堡，此次修缮将夯土城墙外包青砖。万历九年（1581年），对张家口堡加修城堞阙楼。
万历四十一年（1613年），张家口堡北部开始建设来远堡，张家口形成上堡来远堡、下堡张家口堡的双城结构。张家口堡保留原军事政治功能，来远堡主要负责经济贸易功能。清代以后，张家口堡又经历数次修缮。乾隆二十年（1755年），张家口堡城墙坍塌，万全县知县蒋良翔重新修筑城墙。因常年屯驻重兵，在明清时期数百次的战火中，鲜有失守，故张家口堡有“武城”之名。乾隆年间，张家口堡东侧的武城街北口立有牌坊，上书“武城烟景”四个汉字。

### 商业发展
明隆庆五年（1571年），俺答封贡，明蒙结束了近20年的军事对立。定张家口堡为马市，也称官市。明、蒙之间的贸易逐渐固定，张家口堡开始从军事城堡逐渐转型为商业中心。到万历二年（1574年），宣府镇成为宣大山西三镇之中交易增幅最高的边镇，甚至超过大同镇、山西镇的增幅之和。当时，张家口堡的规模已经无法满足商业的发展，在东门外形成用于商贸往来的武城街。来远堡建立后，张家口堡武城街与上堡相望，形成数里长的商业带。
清代康熙三十年（1691年）多伦诺尔会盟后，汉民可以在理藩院统管下出张家口经商，张家口旅蒙商应际而生，张（家口）库（伦）大道开始形成。康熙四十七年（1708年），清政府设色楞格至库伦至张家口的商道为官道。张家口成为中俄贸易的枢纽之一，大量经营对蒙古地区、对俄罗斯帝国贸易的内地商人汇聚于此。雍正五年（1727年）《恰克图界约》签订后，恰克图至库伦至张家口的贸易线得以确定，张库大道进一步发展和繁荣。乾隆十七年（1752年）起，中国商人须到张家口等地纳税，方能参与恰克图贸易。发展到19世纪中期，张家口堡及周边地区成为贸易集散地和交易地区，晋商、旅蒙商人在张家口购置产业、修建民居、设置商号。张家口堡迅速发展，成为张家口地区的商业区。因商业兴盛，文化也得到发展：商人们大量布施资财修建以修建、修复包括千佛大寺、观音殿、弥陀寺、西观音寺、送子庵、大士庙在内的超过十座佛教寺院。
清末民初，张家口堡的商业进入鼎盛时期。张库大道通车后，通过该道路每年交易30万箱砖茶、1000万斤羊毛、1500万张羊皮，最高时年贸易额达到1亿5千万两白银，张家口有“百货之所灌输，商旅之所归途”之名。民国十二年（1923年）以前，至少有42家票号、钱庄设于张家口堡内，同时，张家口堡的兴盛也吸引着多国的资本，来自英国、德国、日本、法国、俄罗斯、荷兰、意大利等国家的超过40家洋行也在堡中汇集。当时的张家口堡被称为“华北第二商埠”。

### 政经中心
自清乾隆二十六年（1761年）察哈尔都统设立后，张家口堡一直是察哈尔政权的中心。中华民国成立后，张家口堡更是多次作为政府部门、金融银行的驻地。民国二年（1913年），张家口同知理事厅改张北县，县治设于张家口堡内。次年（1914年），万全县衙署从万全城迁至张家口堡。民国二十三年（1934年），察哈尔省商号钱局在堡内原裕源永钱庄成立。1937年，张家口被日本占领后，张家口堡成为傀儡政府察南自治政府的政权中心。同时蒙疆银行、满州中央银行张家口支行、察南实业银行、同和实业银行等也设立于堡内。1945年，晋察冀边区政权于张家口堡建立，晋察冀边区首府办公地、晋察冀边区参议会机关办公地、晋察冀军区政治部抗敌剧社、晋察冀边区妇联机关报《妇女报》和《时代妇女》杂志社均设置在张家口堡内。傅作义部占领察哈尔省后，察哈尔省政府、察哈尔省文教厅、察哈尔省财政厅、中华民国中央银行张家口分行等均设在张家口堡内。

### 破坏保护
中华人民共和国成立后，张家口堡已经成为市区人口密度最大的地方之一，当地对张家口堡内道路铺设沥青、为堡内建筑安装下水道、增设公共卫生设施、并开始旧房改造。文化大革命时期，张家口堡内的寺庙建筑破坏严重。之后，因为城市化加速，张家口堡又位于城市核心地区，导致张家口堡被破坏：张家口堡与附近商贸区、住宅区纵横交错，边界不清。同时，堡内民居建筑又面临任意改建、搭建；堡内道路缺乏修缮、维护；堡内停车区、人行道路没有严格界定导致的交通堵塞、出入困难；堡内商业区、保护区混乱，沿街随意摆摊等破坏。

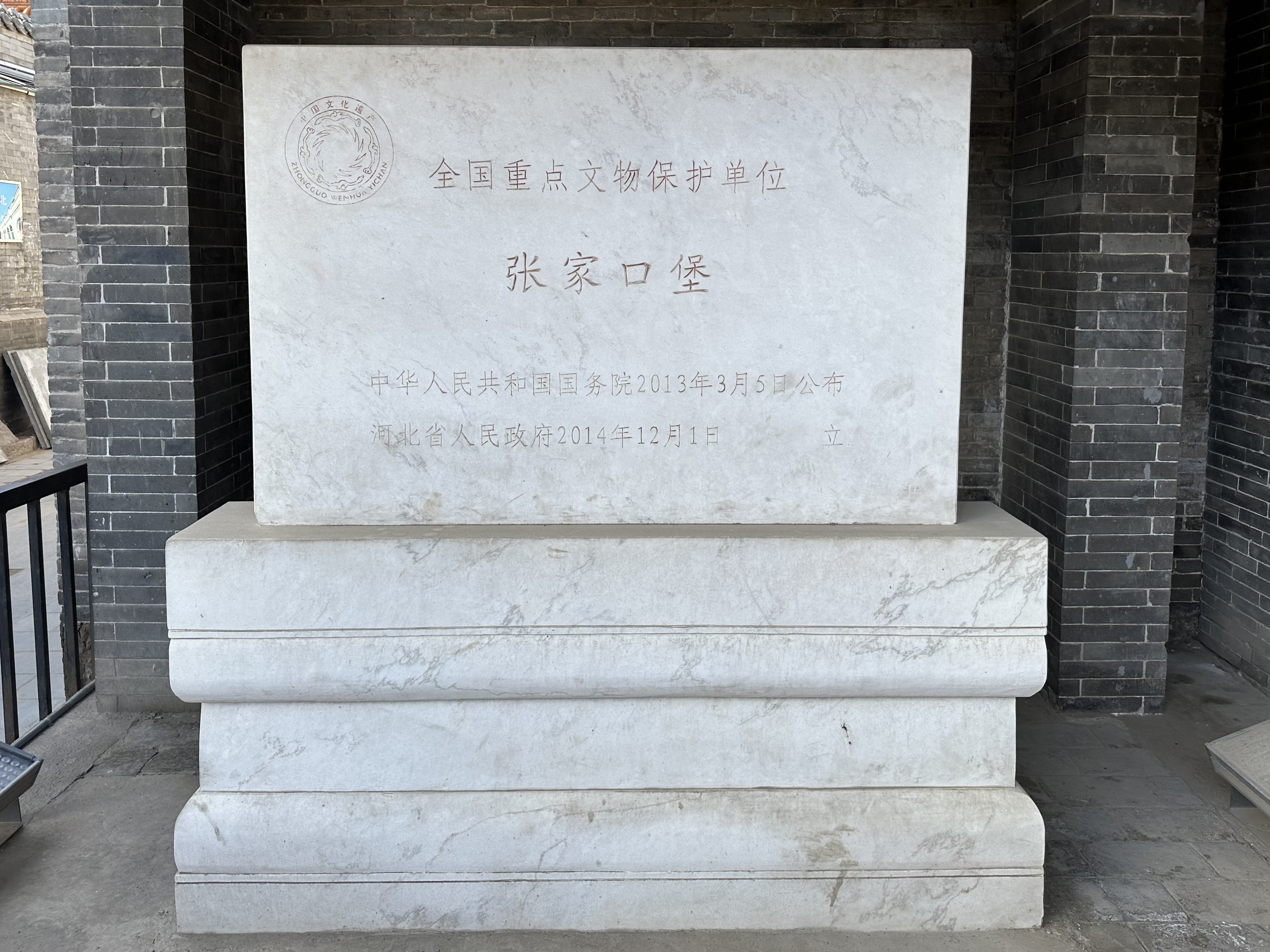
张家口堡是全国重点文物保护单位

进入21世纪，对张家口堡的保护开始得到重视。2006年，河北省城乡规划设计研究院、张家口市规划局完成编制《桥西区堡子里历史文化街区保护规划》。2008年，张家口堡被河北省人民政府列为河北省第五批文物保护单位。同一年又完成张家口堡的整体保护性开发总体规划，将张家口堡内建筑、院落、街道、门楼等划分为重点保护对象和一般保护对象。2009年起，针对保护张家口堡的建筑的古堡保护修复工程得以实施，文昌阁、玉皇阁、抡才书院等11处主要建筑被整治、修复。2012年到2013年，张家口堡内文昌阁、协标署等建筑得以修缮。2012年，张家口堡景区被列为国家AAA级旅游景区。2013年3月，中华人民共和国国务院公布第七批全国重点文物保护单位，张家口堡位列其中。虽然对张家口堡的保护开始得到重视，但张家口堡依然面临如火灾等风险。2015年6月，张家口堡内一民居发生火灾，无人员伤亡。2017年11月，张家口堡中营署旧址发生火灾，130平方米的建筑受损。
进入2020年代后，对张家口堡的保护得以继续。张家口市桥西区编制《张家口市桥西区京张体育文化旅游带建设规划（2021-2035年）》，其中包括张家口堡文化保护旅游发展项目。2021年起，桥西区开始实施对张家口堡的整治工程，工程包括院落腾退、危房改造、环境整治等措施。修缮抡才书院、中营署旧址等11处主要建筑以及堡内道路，改造210余处危房，整治超过580个院落的环境。2023年11月，针对保护张家口堡的法规《张家口堡保护利用条例》正式开始实施。2024年，万全县衙等主要建筑以及部分院落完成修缮。

## 规模分布
张家口堡位于中华人民共和国河北省张家口市桥西区中部，地处三面环山（西为赐儿山、北有平顶山、元宝山，东侧是东山、东太平山），一面临河（东临清水河）的一片开阔的空地之上，北距长城关隘2千米。张家口堡是宣府镇西路万全右卫所辖规模较大的下级军堡。对张家口堡大小的记载，历史上略有不同。正德年《宣府镇志》则记载张家口堡周围三里一十步，但嘉靖年《宣府镇志》、万历年《宣大山西三镇图说》记载张家口堡方（周）四里（有奇），此差距可能是和记载是否包含关厢有关。今人测得张家口堡平面呈长方形，整体偏西20°。东西长590米，南北长近330米，占地近19.3万平方米。地势西高东低，内高外低，落差8米。
张家口堡城墙为夯土包砖墙，城西西夹道因取土而成。城墙最初高二丈五尺。包砖后，如《宣大山西三镇图说》等记载为三丈五尺。如今因城市建设，张家口堡的南墙、东墙、部分北墙、部分西墙被拆除，现仅存330余米的北墙中段，近80米的西墙北段，且断续。保存最为完整的是北墙中部玉皇阁及其东侧部分城墙。张家口堡最初设东门“永镇”、南门“承恩”二门，并设有瓮城，后开有小北门，小北门又有“张家口”之名。东门瓮城门向南，南门瓮城门向东，小北门门洞狭窄，门高度低，坡度陡峭。如今，东门、南门及瓮城皆不存，仅存的小北门位于玉皇阁西侧的城墙处，与原南门错开，小北门两侧的城墙得到修缮。张家口堡现有一砖砌拱形南门，门上有“堡子里”三个汉字。清代，沿如今马道底大街向西，将西侧城墙开一豁口以供通行。清代时，张家口堡或存角楼，但形制简陋。西南角原为魁星阁，后被拆除。
张家口堡东起武城街，西至西豁子街，南起西关街，北至北关街。张家口堡内街道自建成之初便形成“干”字形格局，马道底和东门大街构成一横，鼓楼东西大街为一横，鼓楼南北大街为一纵。现在的道路已发展为以文昌阁为中心的棋盘式布局，形成十二街八巷。街道最宽处7米，可供车辆通过；最窄处不足1.2米，仅容一人通过。街巷的交错形成大小不一的矩形街区，每一区块的建群形成如坞堡的形态，多以“背靠背”、“并联”的形式分布。张家口堡内存有包括文昌阁、关帝庙戏楼、关帝庙大殿、商号、钱庄、民居在内的700余处明代、清代、中华民国大陆时期的建筑。张家口堡内存478处院落，包括保存较好的重点院落93处。堡内建筑存有一定的功能划分，东门大街以北以政府衙署建筑为主。东门大街以南的中心地带为屯兵、储粮之处。东门大街以南、鼓楼中心线两侧则为民居、生活建筑。
关厢是由于张家口堡内人口增加，不得不向外扩展以解决新增人口居住的空间。对于关厢的具体位置历史鲜有记载，据推测，张家口堡关厢主要向北、东、南扩展，且城墙不规矩。北关厢通过小北门与张家口堡相连。最初北关厢无城墙，在开启小北门后，扩建外城予以保护。不过也有北关形成较晚的说法。关厢向东向南一直延伸至清水河岸，武城街南口原通桥门，可能是关厢的东门。关厢内逐渐形成武城街和东关街、小南关街和东关街、西关街等十字街以及北关街等道路。西关厢是直到西城墙被开豁口后方才形成。

## 主要建筑

### 鼓楼（文昌阁）
鼓楼是集钟楼、鼓楼、楼阁为一体的建筑，故也有文昌阁之名。鼓楼位于张家口堡中轴线偏南处，是明建张家口堡的标志性建筑。建筑始建于明代万历四十六年（1618年），早期修缮情况不详。2001年，张家口堡鼓楼以“文昌阁”之名被河北省人民政府列为河北省第四批文物保护单位。旧时，张家口堡文昌阁仅在每年二月和八月举办丁祭，或有人中秀才、举人会开阁祭祀，平时不开放。
鼓楼下为台基，上为阁楼。台基为青石砖堆砌而成，平面呈边长约14.5米的正方形，占地超过210平方米。鼓楼原高8米，后街道路面垫高，现高7米有余。台基有十字形券洞，四面通衢，故有“四门洞”之称，券洞上镶嵌有题字匾额，内容分别是南侧“文昌阁”、北侧“钟楼”、东侧“鼓楼”、西侧“山楼”。券洞内为穹窿顶，中间有阴刻八卦石，八卦石四周有佛教八瓣莲花宝座纹饰。台基上部存用于排水的螭首。台基西侧有门，可沿阶梯登上台基。台基之上存原钟楼、鼓楼的基础，楼阁为主要楼体。楼阁为单檐歇山顶，上覆灰色筒瓦。正、垂脊脊饰为黄绿色琉璃瓦。楼阁高7.5米，面宽三间，进深两间，前出三间单坡顶抱廈。建筑梁架结构主要为五架梁。施七踩单翘重昂斜拱，是张家口堡建筑中规格最高的斗拱。外檐等处施旋子彩画，拱眼壁板有水墨山水画。外檐四角又有风廊柱、擎檐柱。楼阁内部顶彻上明造，内檐、梁架施红漆。正脊枋有“明万历肆拾陆年建立”等题字。文昌阁内供奉文昌帝君。大殿内壁画有二十四孝图和程门立雪、凿壁偷光等故事。

### 玉皇阁
玉皇阁位于文昌阁北百米，高10余米的北城墙城台上，长期作为张家口堡内最高的建筑。玉皇阁始建于明代万历九年（1581年），初为点将台或瞭望台，后在修筑城碟时修玉皇阁。清代重修。中华人民共和国成立后，对玉皇阁修缮。但在文化大革命时期，玉皇阁内泥塑等被毁。玉皇阁至少在2009年、2019年到2020年经历过两次维修。有记载以来，玉皇阁由佛教管理，但同时举办佛教、道教仪式，会在玉皇大帝诞辰日举办庙会。在释迦牟尼佛成道日举行施粥等活动。民国元年（1912年）9月，孙中山登张家口堡玉皇阁。民国十五年（1926年），冯玉祥登上玉皇阁。
玉皇阁是坐北朝南的墩台建筑，玉皇阁院落南北长近33米，东西宽25米有余，占地面积1060平方米。院落门南侧原存54级台阶，其中2层埋入地下，连接张家口堡街道和玉皇阁。院内中轴线最南为山门，原有两道山门，现仅存一座。山门左右两侧分别有钟楼和鼓楼，向北两侧有东西厢房，玉皇阁正殿位于北侧，两侧存耳房，院内共计8座建筑，建筑面积约360平方米。院落在建筑外侧留有宽1米有余的夹道，院落四角有偏院。偏院、夹道外侧有雉堞和垛口。所有建筑对外无窗扉。玉皇阁正殿面阔三间，进深三间，为歇山顶建筑。正脊两面有兽吻，脊兽并未按常规顺序排列，天马位于第二位，凤位于第三位。东西厢房进深四间。玉皇阁钟楼、鼓楼、殿内供奉玉皇大帝。殿内有恢复过的三十三天壁画。玉皇阁以其高大的建筑、精巧的构造、细致的雕塑，并称为玉皇阁三绝。

### 关帝庙戏楼

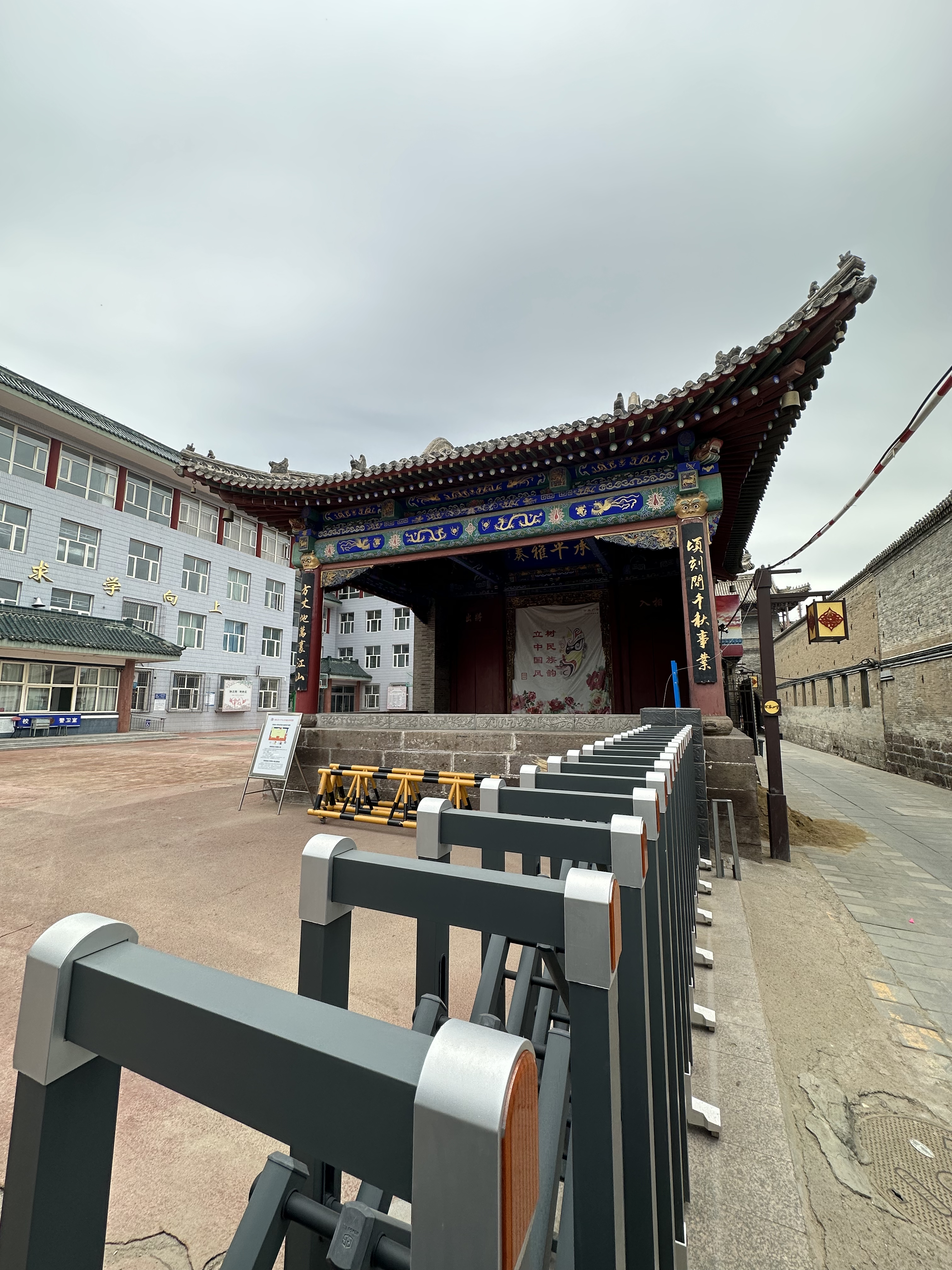
张家口堡关帝庙戏楼

关帝庙戏楼位于张家口堡鼓楼北街书院巷小学内，中轴线东侧，与关帝庙相对。关帝庙戏楼于明代修建，清代初期重修，民国十六年（1927年）修缮。关帝庙戏楼在民国十八年（1928年）以前，逢五月十三关公磨刀日，在该戏楼会唱戏祈求“磨刀雨”。张家口玉皇阁逢釋迦牟尼佛成道日会举办冰山大会，为信徒祈福消灾。因为玉皇阁无戏台，所以会有班社会在此戏台唱戏。戏楼曾一度四面砌墙，做小学的门房用。
关帝庙戏楼是坐南朝北的木架结构建筑。关帝庙戏楼面宽三间，进深六椽，前台面积40余平方米，后台面积近33平方米，中间由屏风、中柱隔开。建筑为卷棚歇山布瓦顶，前出卷棚顶抱厦，四出水，翼角飞檐，檐下无斗拱，梁头作龙头状。前台只立粗大角柱，前檐、两侧用阑额减柱造，阑额上施平板枋，梁头、阑额头装有木雕护头板。台口作三面观，前台、后台之间有中柱。戏楼台基高约1.3米，六层条石错缝砌筑。

### 抡才书院
抡才书院位于张家口堡书院巷，“抡”为挑选、选拔之意，“才”为贤能之意。清光绪四年（1878年），由代察哈尔都统穆图善、万全县知县尹开先发起，召集满汉族绅捐资修建抡才书院。光绪帝令其“由都统及厅县轮期考课，督率绅董认真办理”。抡才书院建成后，志锐、康有为、安维峻、李大钊等人在此或讲学，或主持书院工作。科举废除后，抡才书院于光绪三十三年（1907年）改为初级学堂。此后又易名为自治学社、高等学堂。辛亥革命后，抡才书院开始实施新式教育制度，名称几经易换，包括初级师范学堂、高等小学校等。
中华人民共和国成立后，抡才书院成为书院巷小学。2011年起，抡才书院开始举办文化沙龙、专题讲座等活动。2014年抡才书院设立国学社，举行国学课程。2023年，抡才书院图书馆、张家口市桥西区图书馆在此揭牌，图书馆占地1700平方米，将书院分为9个功能室。2020年代初，张家口堡设立“三馆两展”，其中“张家口足迹老照片展”与“三雕艺术摄影展”两展布于抡才书院中。
抡才书院坐北朝南，占地1510平方米。书院门前有条石为基，青砖为体的影壁，影壁尚存石雕花卉等装饰。书院大门两侧镶嵌有两方石碑，东侧为《张家口新建抡才书院碑记》，西侧为《抡才书院重约记》。两方石碑均宽0.7米，高约2米，碑首存二龙戏珠石雕，碑文为汉字楷书，清晰可见。书院为二进院落，院内现存50余间房间，其中正厅、过厅、后院的东西厢房等以木结构中国建筑风格为主的建筑，前院厢房、后院东西两侧的南房等以砖砌结构西式建筑风格为主的建筑。书院主建筑为后院正堂，正堂为硬山布瓦顶建筑，面阔五楹，原用于供奉孔子牌位。过厅三间，过厅上悬匾额。前后院厢房各面阔三楹。

### 衙署建筑
张家口堡是明清多个官署的驻地，驻军最多时，张家口堡内兵力近二千人。明代，官衙营署基本位于堡北部：官厅、草场位于张家口堡西北角，察院位于堡北边，守备公廨位于官厅西侧。
清代，张家口堡内又有位于玉皇阁西侧理事署、东侧的协标署、位于文昌阁西北的中营署、位于锣鼓西街尽头的户部署，位于城东南角守备署等。万全县县衙也曾驻于张家口堡内，位于东门大街。其中协标署位于鼓楼北街，是驻守张家口堡协副将的署衙，院内正堂是面阔三间的二层木质结构建筑。中营署位于鼓楼北街，是裁撤张家口鹿参将、设协标中营长官游击的驻所。中营署是围合式的建筑，正堂面阔七间，开间九尺（2.8米余），东楼面阔五间，开间超过一丈（3.2米余），西楼面阔亮间，开间八尺（2.5米余）。中营署是“三馆两展”的口皮博物馆所在地。另外，衙署建筑中的代表建筑之一的定将军府位于鼓楼西街，是绥远城将军定安的府邸。中华民国察哈尔省时期，定将军府为察哈尔省政府驻地。察南自治政府时期，又作为蒙疆银行办公地址。晋察冀边区时期，又作为晋察冀边区妇联机关报《妇女报》和《时代妇女》杂志社、晋察冀边区参议会机关驻地存在。后也作为中国共产党张家口市委员会办公场所。定将军府于清雍正年间修建，占地2800余平方米，建筑面积超过1800平方米，是两进八连跨院落，近40间房屋。

### 商号洋行
张家口堡内40余家的票号、钱庄基本由晋商经办并控制。比如，祥发永是清乾隆元年（1736年）创建的账局，由山西汾阳县商人王庭荣出资人四万两白银创建，经办商户存、放款业务。分支机构涉及到北京、上海等地。后该院改为永利银号。祥发永账局位于现在的鼓楼东街。兴吉票号是大川玉钱庄的前身，经理为山西祁县人王锡驾。大川玉钱庄成立于嘉庆十九年（1814年），其分支机构辐射到北京、上海等地。兴吉票号建筑是“三馆两展”的金融博物馆所在地。宏盛票号的股东是山西大商号大盛魁，也因此买卖兴旺，经理为祁县人王明府。大德通的股东是山西祁县乔家大院乔范五，是山西祁县大德通的分号。光绪三十三年（1907年），大德通改大清户部银行，成为张家口历史上首家国家银行。清政府灭亡后，改为中国银行张家口分行，经理是山西榆次辋村人常老九。“三馆两展”的建筑博物馆选址在大德通票号建设，位于棋盘街。除此之外，张家口堡内还有的宝丰裕、兴隆达、裕源永等票号。
茶叶贸易是催生张家口的近代金融业的主要贸易之一。清代中后期，大德玉是清与俄国及欧洲国家茶叶贸易中规模较大的商家，由常万达创立。其后人在大德玉的基础上于同治五年（1866年）在张家口堡内创建大美玉商号。大美玉商号位于张家口堡现在的鼓楼西街。另外，张家口堡内较大的商号有大新德、大亨玉、大德公、天太德、复兴隆、永兴隆等。叠柱式是折衷主义建筑中常见的建筑样式和构成元素。随着商业的发展，这种样式开始出现张家口堡内商号建筑之中，并与中国传统建筑风格结合。砖雕、石雕、木雕集中出现也是是张家口堡包括商号建筑在内的建筑特色。以大美玉商号为例，建筑沿街建设，为二层砖砌建筑，墙上无窗洞。其门面由叠壁柱和拱券组成，立面分为上、中、下三部分：上部在叠住顶有四只石犼；中部有匾额“安且吉”，锁边图案为回纹、地纹；下部是两层砖砌拱券门洞，存有喜鹊、鹿等砖雕图案。
多个国家洋行进入张家口堡后，购买当地民居改建为有各国建筑元素的洋行建筑，一些洋行将代表其国家的标志嵌入建筑门楼上。央行建筑不仅让张家口堡内建筑风格更加多元化，也影响张家口堡近代建筑的风格。张家口堡内现存的洋行建筑中，德国地亚士洋行、俄国立昌洋行、日本三井洋行等保留有洋行原国建筑风格，其中俄国立昌洋行保留有双头鹰标志。

### 民居建筑
张家口堡内民居自明代开始，一直修建至中华民国大陆时期。现存民居多为清晚期到中华民国大陆时期所建。张家口堡民居建筑多为砖混结构建筑，住宅多数为一层建筑，但一些民居院中有两层楼房。民居院落平面多呈南北长，东西窄的长方形。堡内四合院既包括规模较小的独院，也存在可供大家族居住的多近院落，最多有四进院。张家口堡内民居大门内或外存有影壁。民居所使用大门一般位于南墙正中或东侧，形式包括广亮大门、金柱大门、蛮子门、拱券门等。宅门的门楣、门簪会使用木雕作为装饰，窗户则有菱形窗格、隔扇、漏窗等装饰。柱础、门枕石处会用到石雕，其中抱鼓形门枕石最为常见，鼓面会有花饰、动物等雕刻装饰。墙体、瓦当、影壁等处则会用砖雕装饰。民居围墙墙顶会有砖瓦花格等镂空花墙作为装饰。
建筑风格上可分为三类：京都四合院，山西民居、中西合璧。张家口堡民居建筑中以四合院形式最为常见，主要分布在鼓楼东街和鼓楼西街。四合院独院一般由正堂、东西厢房、倒座合围而成，二近院落会以厢房的山墙为界建墙，分隔出前后院。正堂多为硬山顶，一些采用卷棚顶，面阔三间、五间不等。厢房及倒座多采用单坡屋顶。鼓楼西街3号围合楼是张家口堡内形制较为豪华的四合院形制院落，是四合二层砖木结构建筑，东西南北房整体连接，平面呈正方形，面阔各五间。楼下西南面南一间是连接内外的过廊，楼上为环形回廊。建筑整体为青砖灰瓦，檐下红椽檩，绿门窗。
因张库大道贸易的发达，晋商开始在张家口建立山西帮会，主要集中在张家口堡内。随着山西帮会的发展，开始修建山西民居风格建筑，这类建筑散布在张家口堡内各处，其中以占地面积不足800平方米的玉皇阁2号院落为代表：房屋全为山西民居特有的单坡出水，各建筑后墙高，围合严谨，有“肥水不流外人田”的希冀。另外，该院排水口有一铜钱状石质水笓，有“脏水排出去，金钱笓下来”之寓意。
中西合璧是指受到张家口堡内洋行建筑风格影响的民居建筑。中西合璧类民居用砖而非用木材制作门头，门头多为长方形、弧形、三角形等样式。临街外立面存在仿欧洲建筑的壁柱、套窗、檐口等，包括西方建筑的柱式、券拱等符号会体现其中，但也会存在如门匾等中式建筑的符号。以鼓楼东街7号院为例，鼓楼东街7号院是清光绪年间官商李玉玺为其孙女修建的住宅，是张家口堡中西合璧的代表建筑之一。鼓楼东街7号院门楼造型类似文艺复兴建筑，其柱式和三角楣饰为该风格的表现形式。不过雕饰则为中国传统建筑风格。门楼顶部图案以“三阳开泰”为主题，中间有“丹凤朝阳”，左侧有寓意“和平”的“瓶中荷花”竖式纹样砖雕，右侧为寓意“平安富贵”的“瓶中牡丹”竖式纹样砖雕。

## 图库

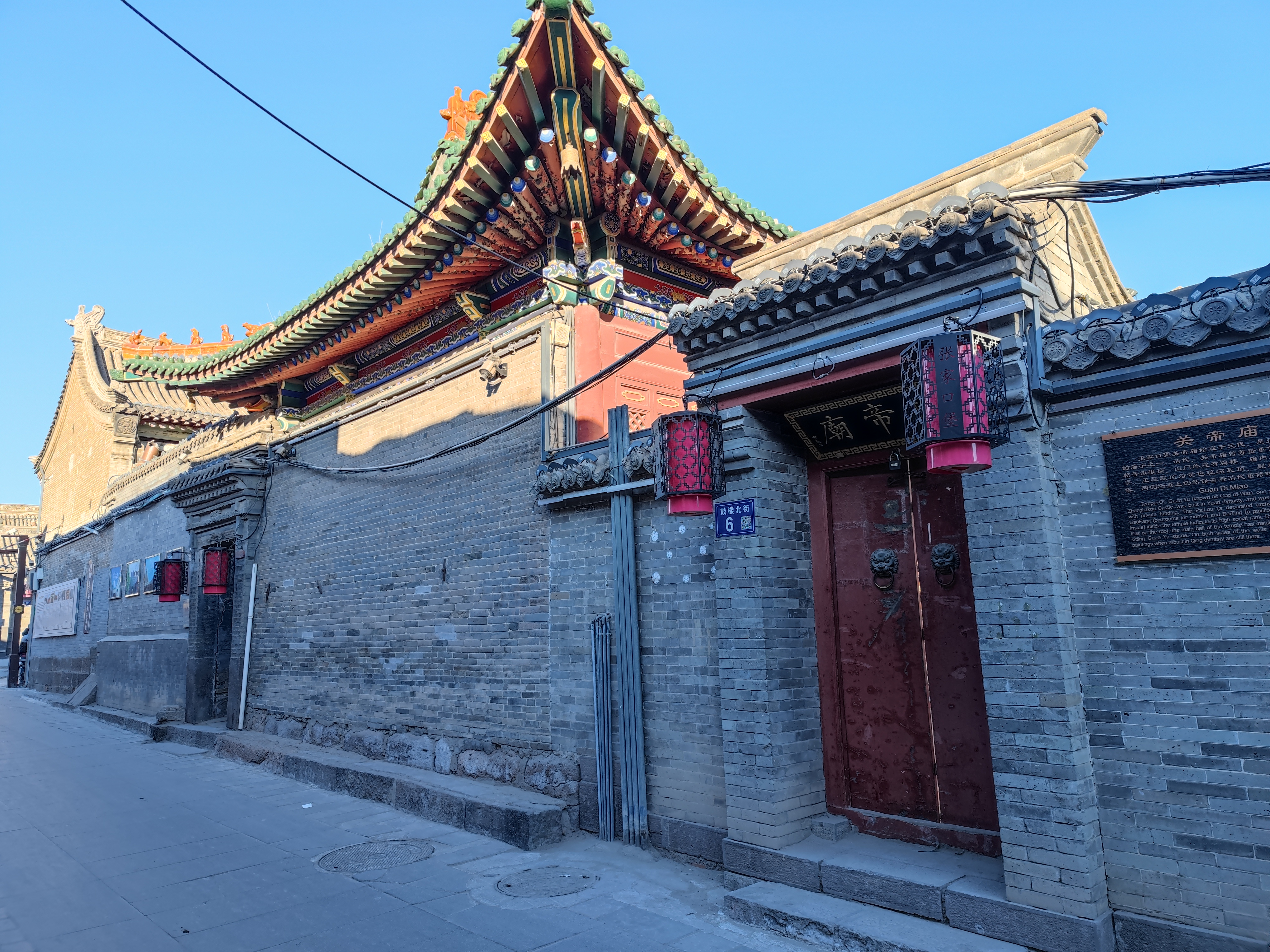
张家口堡的关帝庙
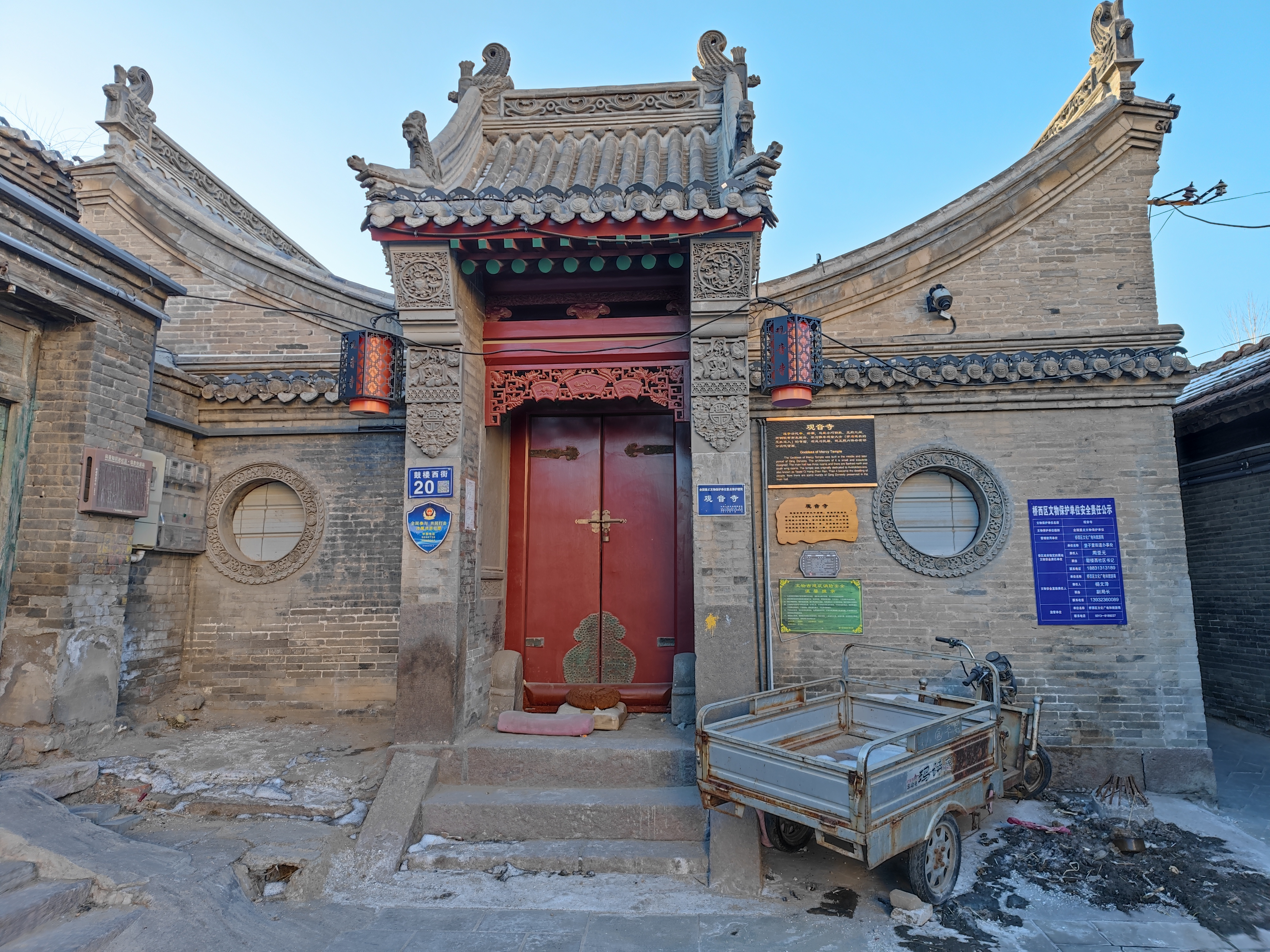
张家口堡的观音寺
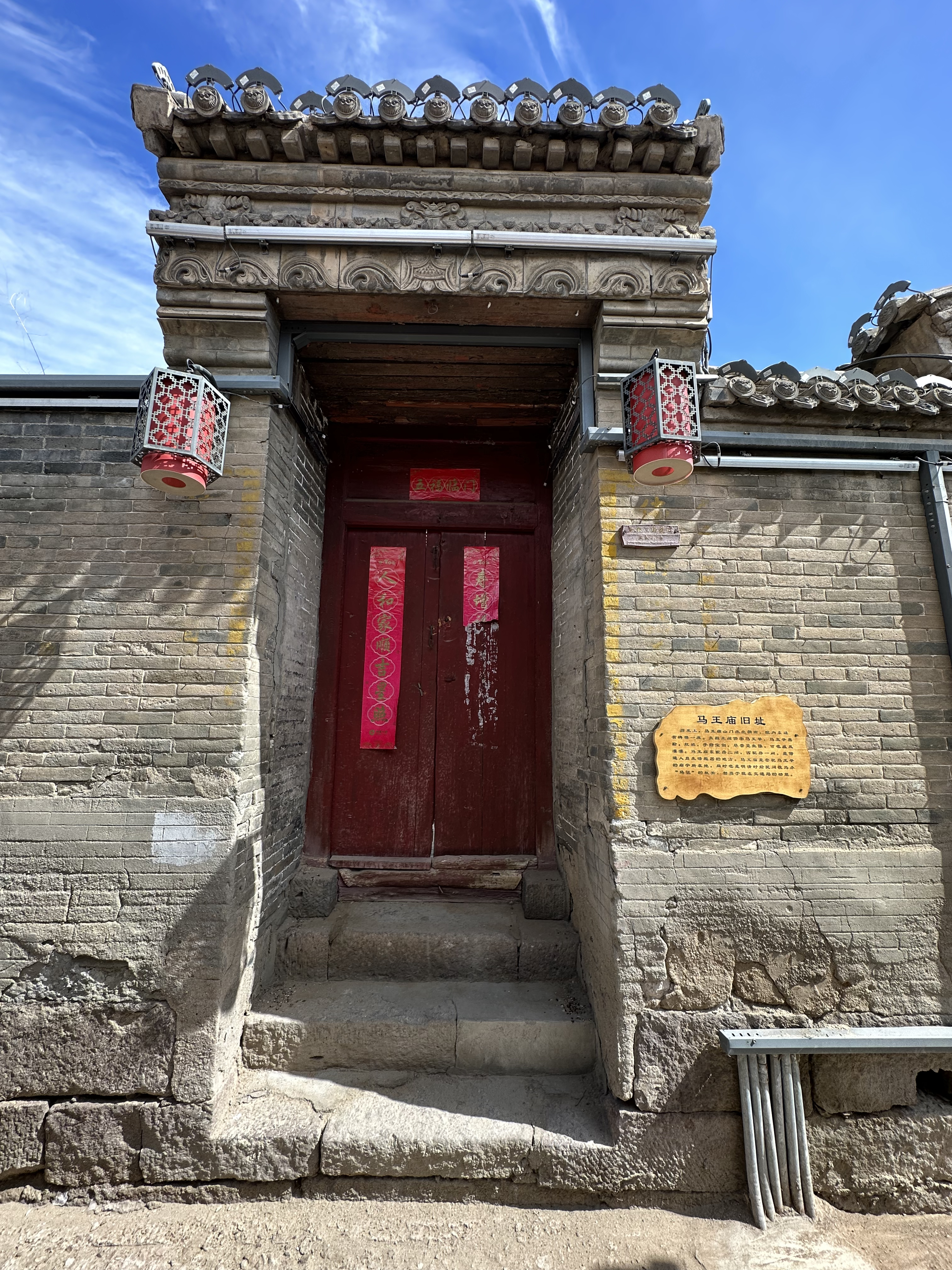
张家口堡的马王庙旧址
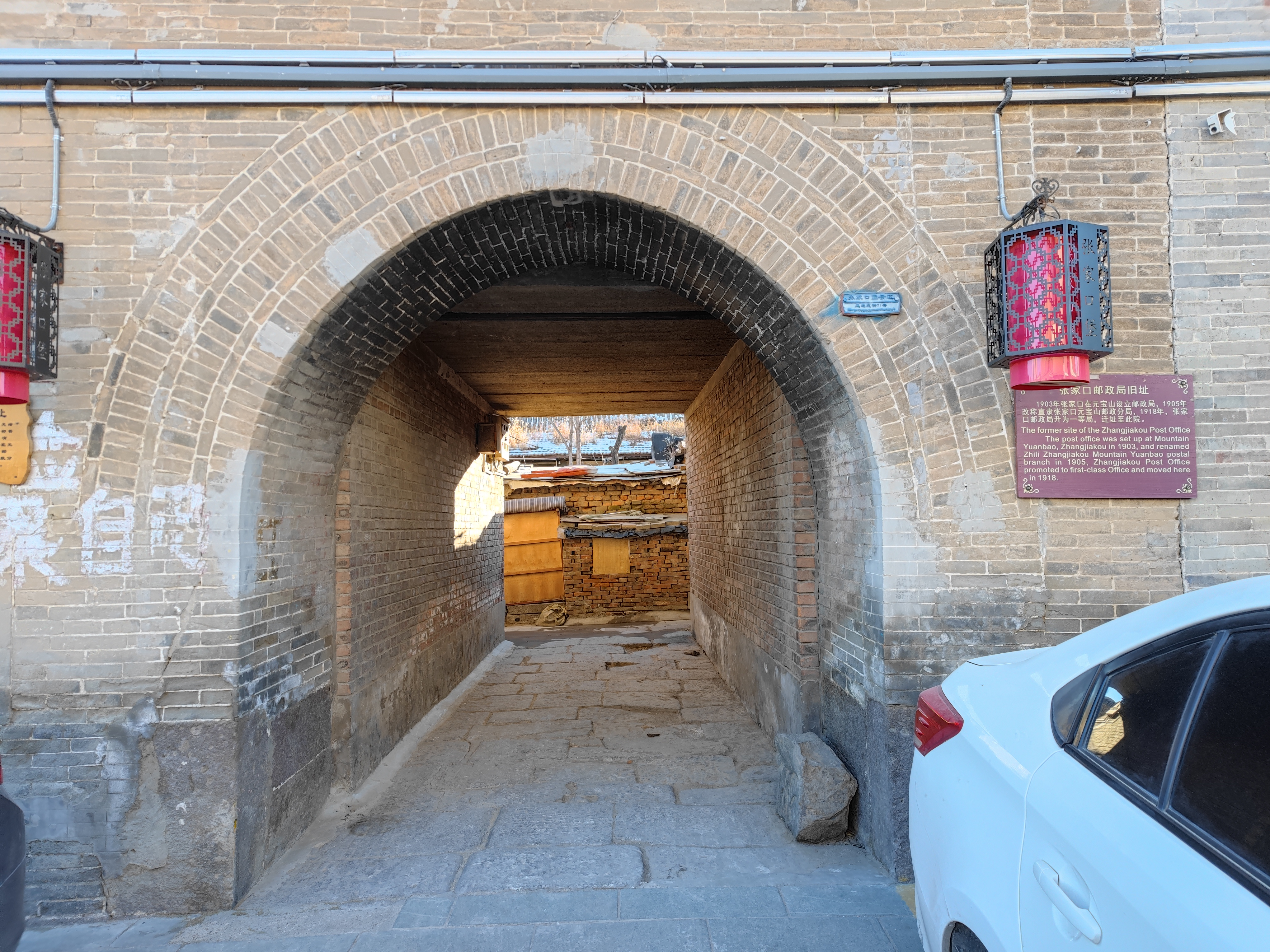
张家口邮政局旧址
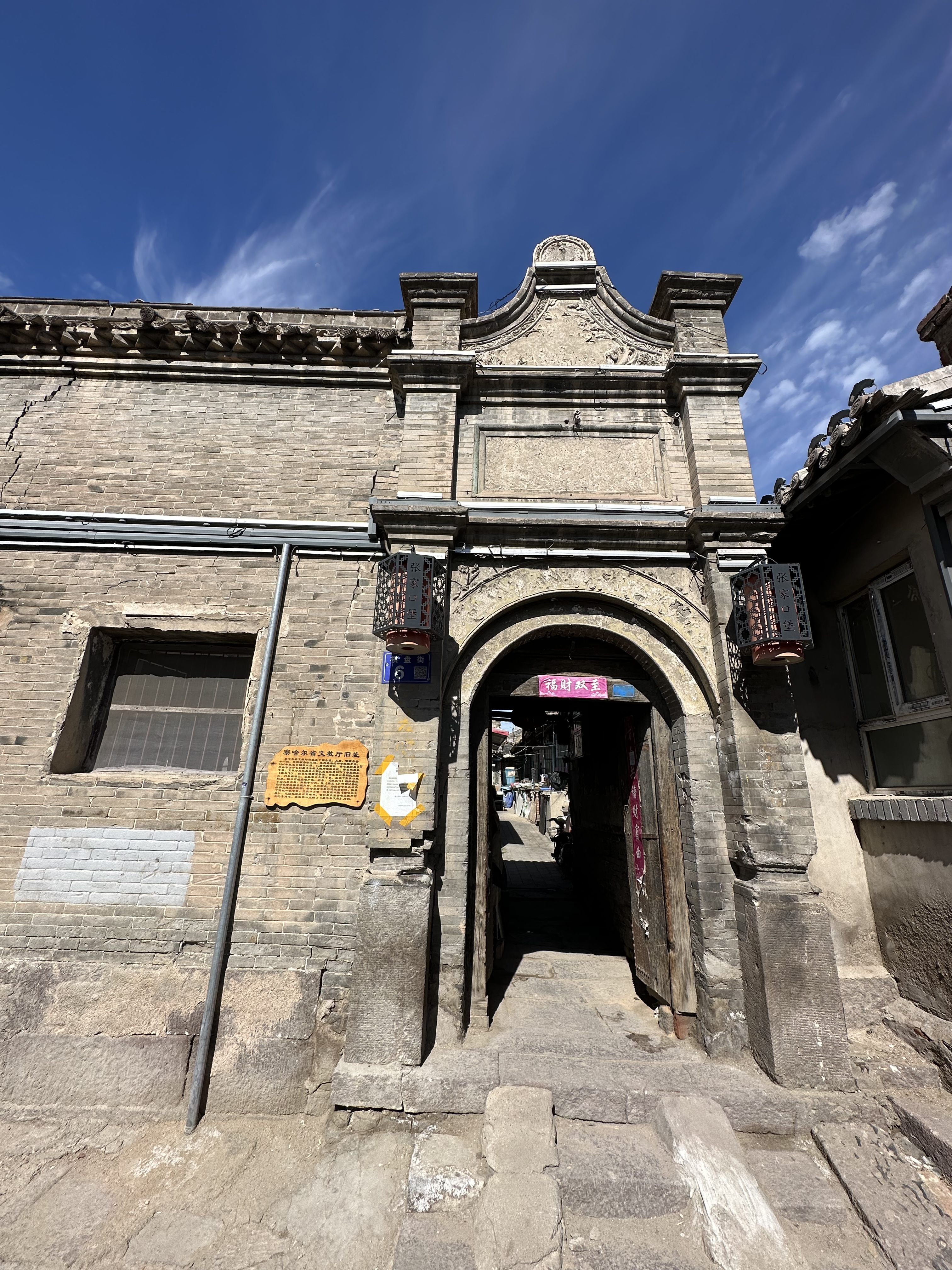
察哈尔省文教厅旧址
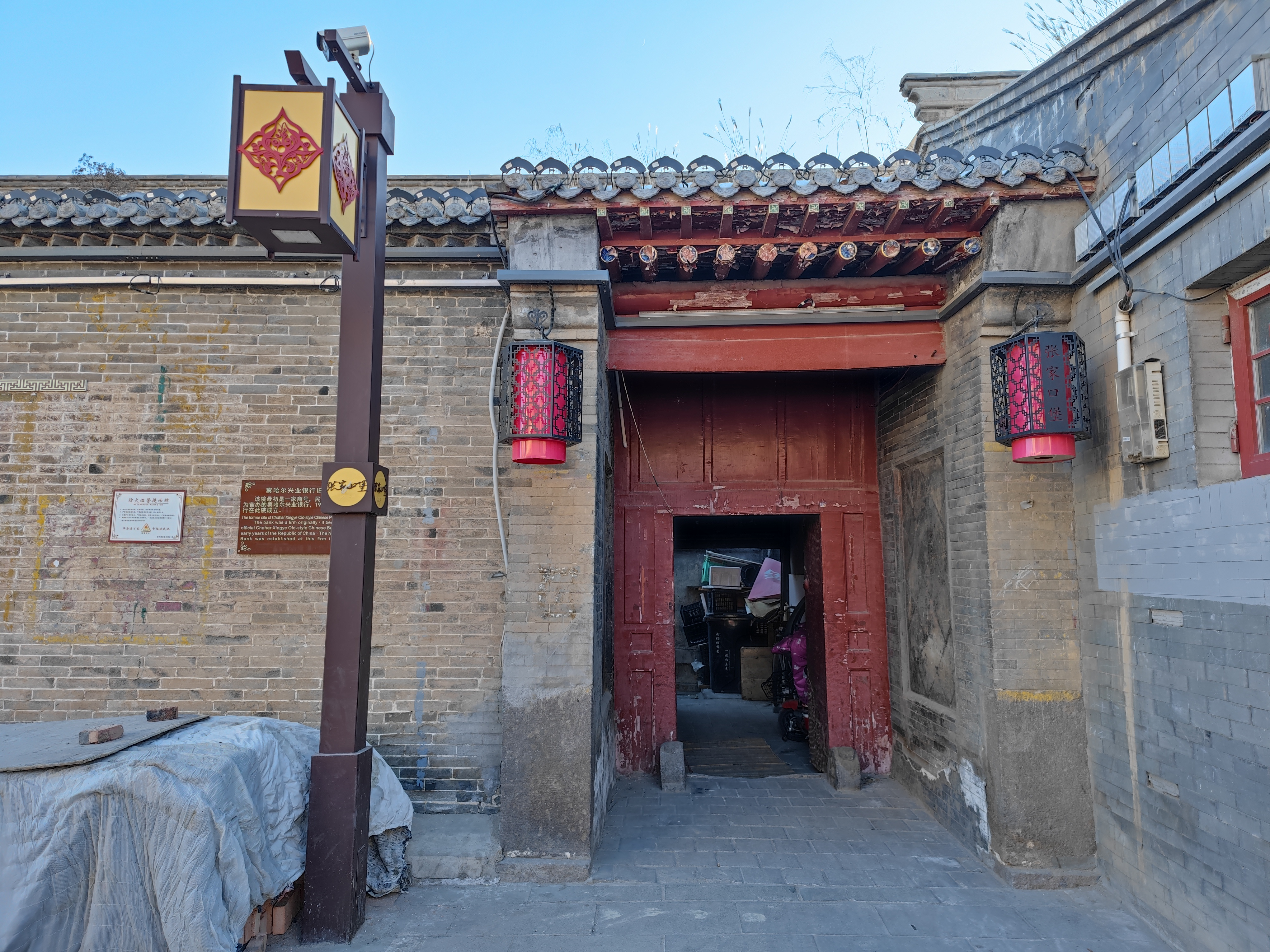
察哈尔兴业银行旧址
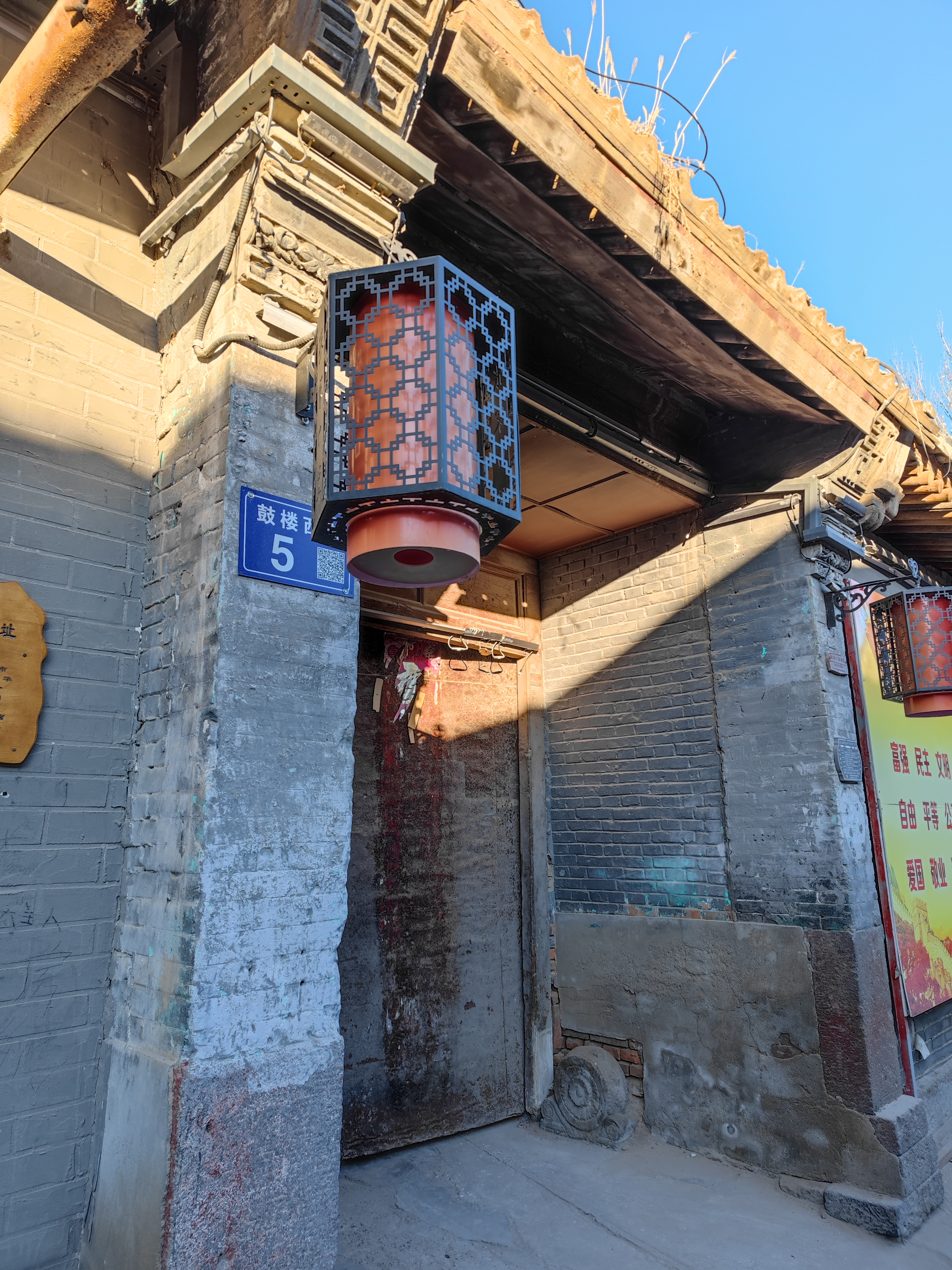
中国交通银行张家口分行旧址
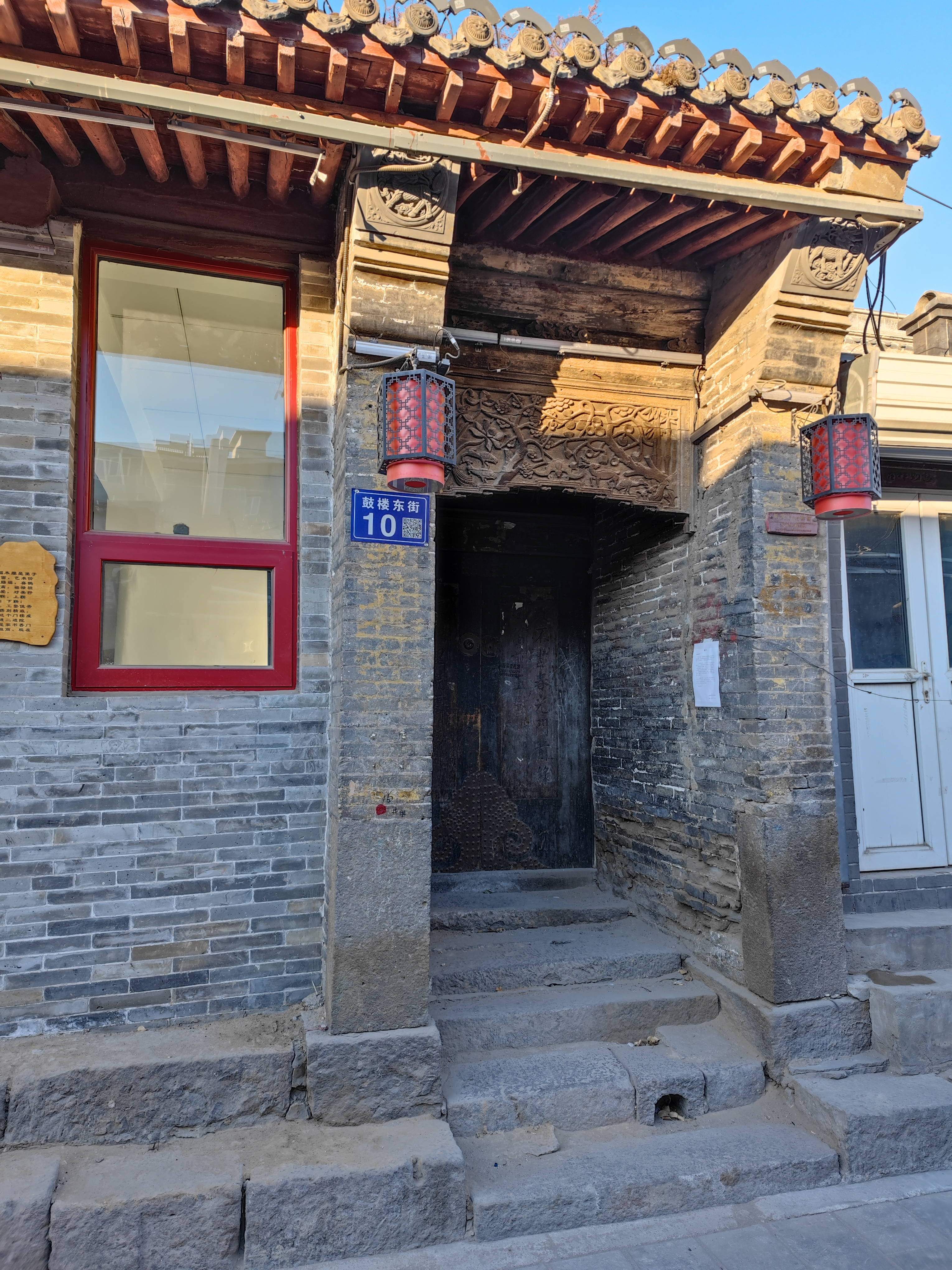
张家口堡的粮商旧址，上存木雕
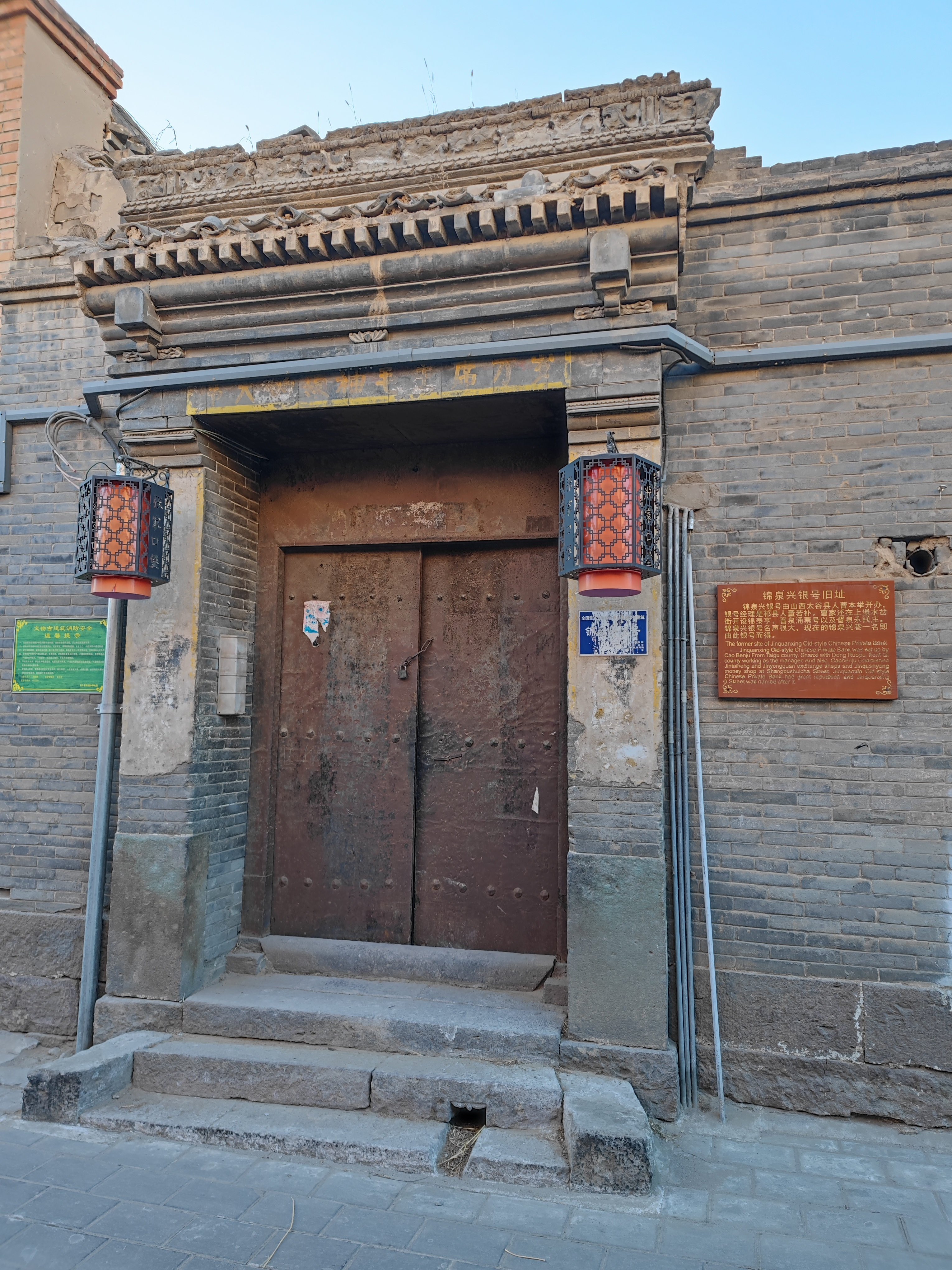
张家口堡锦泉兴银号旧址
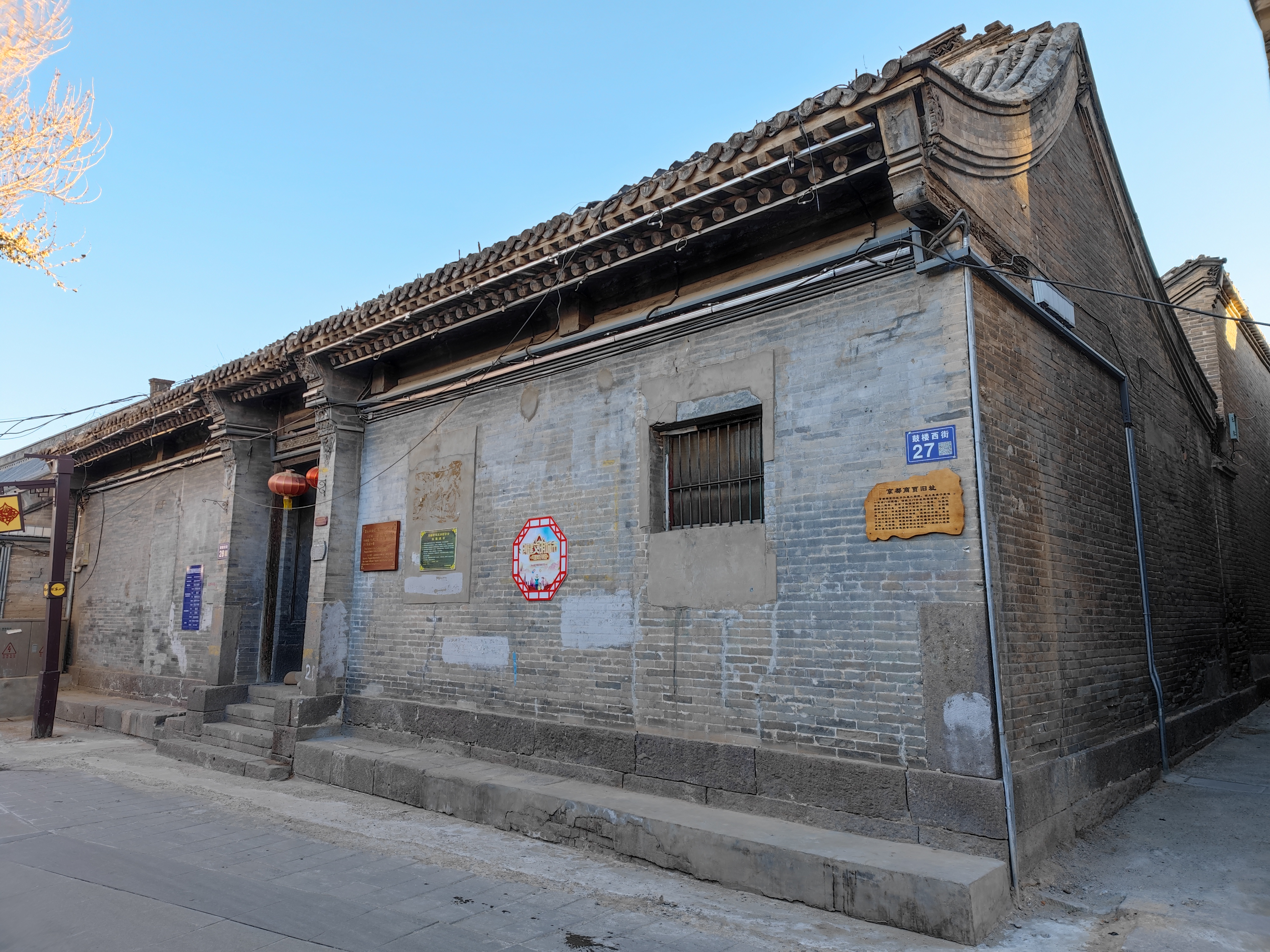
张家口堡的京都商贾旧址
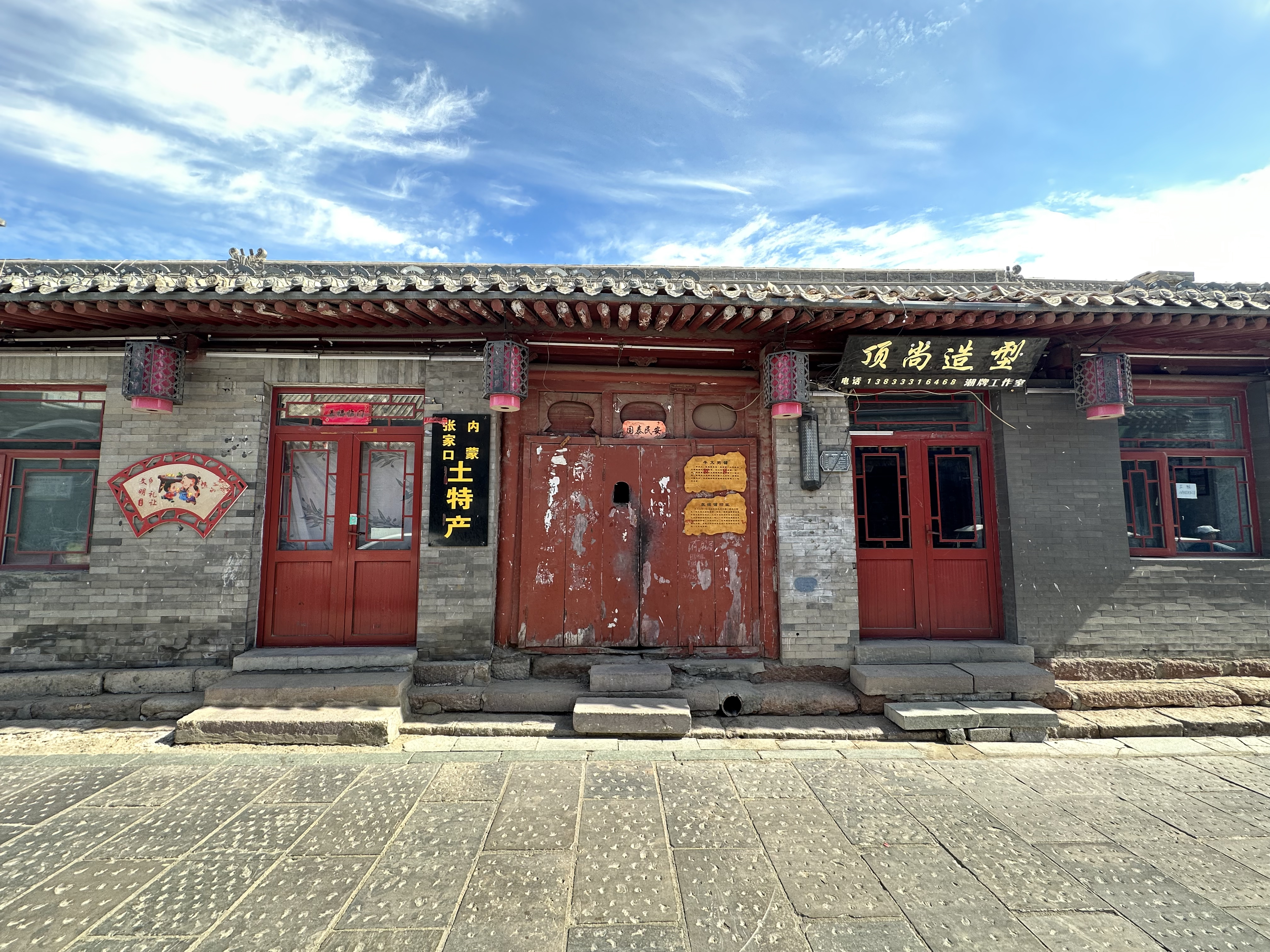
张家口堡的半文粥铺和裁缝铺旧址
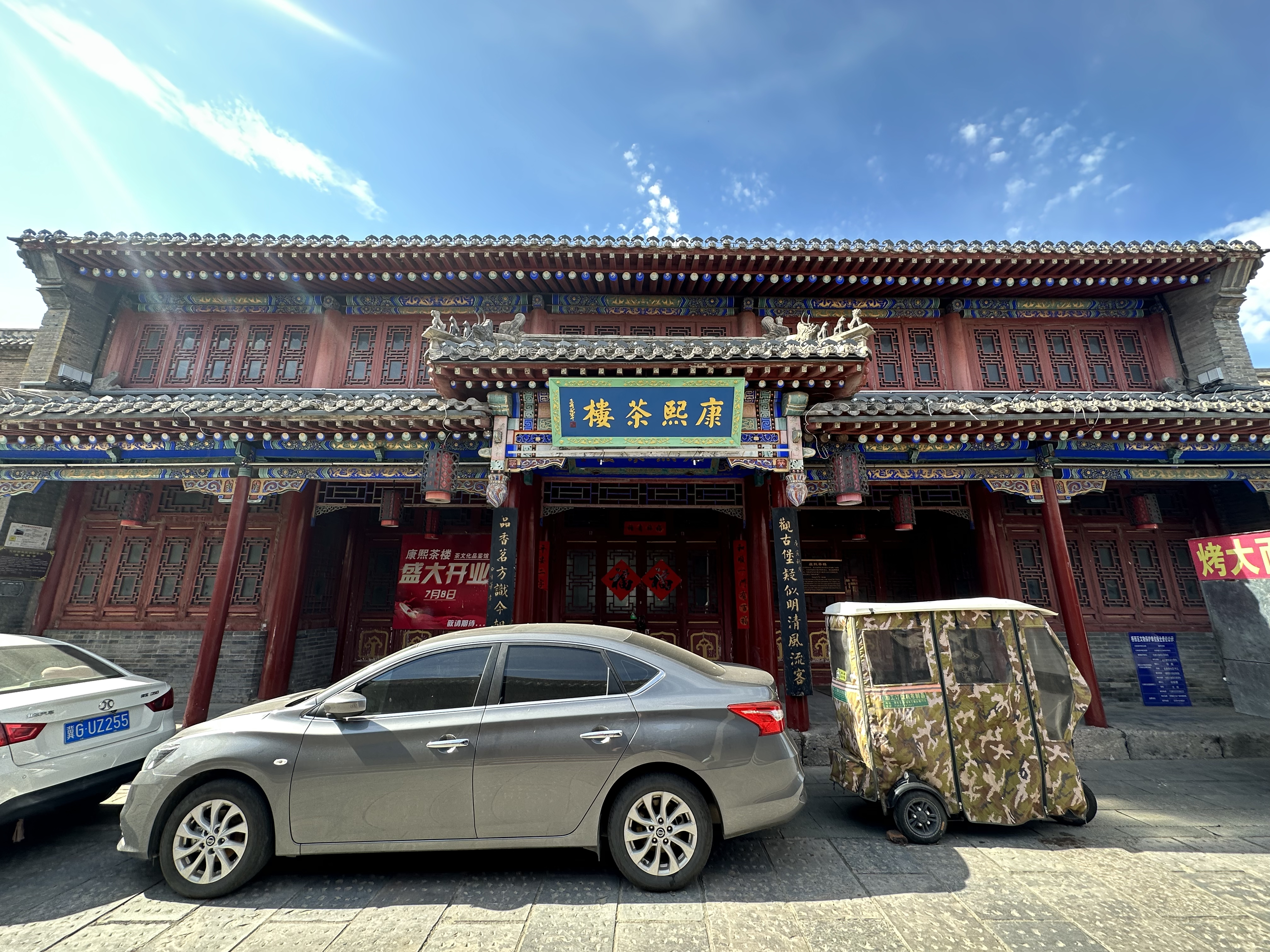
张家口堡的康熙茶楼
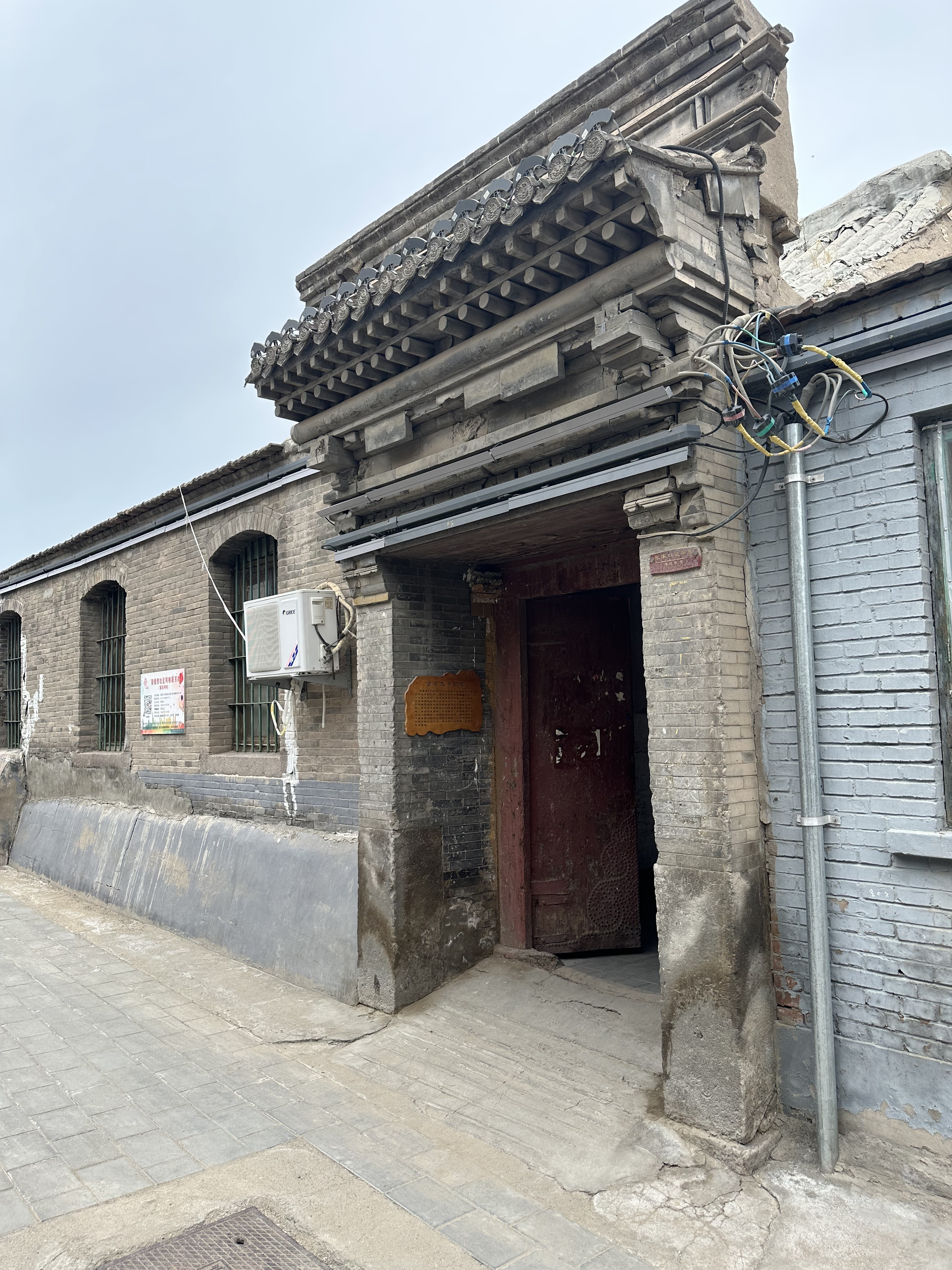
张家口堡金老太爷旧宅